# Benton (Tyne and Wear)
Benton – wieś w Anglii, w hrabstwie ceremonialnym Tyne and Wear, głównie w dystrykcie metropolitalnym North Tyneside, mniejsza część leży w granicach Newcastle upon Tyne.